# Got to Be There
Got to Be There је први студијски албум америчког извођача Мајкла Џексона. Издао га је Мотаун Рекордс 24. јуна 1972. године. Раније, као водећи члан групе Џексон 5, Џексон је већ објављивао музички материјал, критички и комерцијално успешан. 
Снимљене 1971. и 1972, Хал Дејвис и Вили Хач су продуцирали албумових десет песама. Издање се бави темама као што су романса и усамљеност. Иако је Џексон био још увек дете, текстови његових песама су углавном били озбиљни, те је његов пискави и детињасти глас можда звучао мало чудно у односу на музику и текст. Албум у складу са временом, поседује доста буги тонова и припада жанровима: ритам и блуз, соул, поп и соул. Текстописци укључени у рад били су: Бил Вајтерс, Лион Вер, Артур Рос, Беатрис Верди, Корпорација и др.
Албум је заузимао 14. место у Сједињеним Америчким Државама, 37. у Уједињеном Краљевству и 121. у Француској. Као део промоције, са њега су објављена четири сингла која су забележила значајне пласмане. Водећи и певачев дебитантски соло сингл, „Got to Be There“, био је комерцијално успешан. Нашао се на четвртим позицијама топ-листе „Билборд хот 100“ и листе ритам и блуз синглова. Интернационално, био је топ 5 хит на британском острву и бр. 83 у Аустралији. Други сингл „Rockin' Robin“, био је успешнији од свог претходника заузевши друга места „Хота 100“ и листе америчких соул синглова. Преостала два сингла, „I Wanna Be Where You Are“ и „Ain't No Sunshine“, такође су се нашли на неким од најзначајнијих музичких лествица. Продат у око пет милиона копија широм света, „Got to Be There“ је ремастеризован и поново објављен 2009. године као део компилације „Hello World: The  Motown Solo Collection“.

## Списак песама са албума:
1. -{„Ain't No Sunshine“,
2. „I Wanna Be Where You Are“,
3. „Girl Don't Take You Love From Me“,
4. „In Our Small Way“,
5. „Got to Be There (песма)“,
6. „Rockin' Robin“,
7. „Wings of My Love“,
8. „Maria (You Were the Only One)“,
9. „Love Is Here and Now You're Gone“,
10. „You've Got a Friend“}-